# Escuts i banderes de Mallorca
Els escuts i banderes de Mallorca són el conjunt d'escuts i banderes oficials dels municipis de l'illa balear.

## Escuts oficials

Escut d'Alaró
Escut d'Alcúdia
Escut d'Algaida
Escut d'Andratx
Escut d'Ariany
Escut d'Artà
Escut de Banyalbufar
Escut de Binissalem
Escut de Búger
Escut de Bunyola
Escut de Calvià
Escut de Campanet
Escut de Campos
Escut de Capdepera
Escut de Consell
Escut de Costitx
Escut de Deià
Escut d'Escorca
Escut d'Esporles
Escut d'Estellencs
Escut de Felanitx
Escut de Fornalutx
Escut d'Inca
Escut de Lloret de Vistalegre
Escut de Lloseta
Escut de Llubí
Escut de Llucmajor
Escut de Manacor
Escut de Mancor de la Vall
Escut de Maria de la Salut
Escut de Marratxí
Escut de Montuïri
Escut de Muro
Escut de Palma
Escut de Petra
Escut de Pollença
Escut de Porreres
Escut de Puigpunyent
Escut de Sa Pobla
Escut de Sant Joan
Escut de Sant Llorenç des Cardassar
Escut de Santa Eugènia
Escut de Santa Margalida
Escut de Santa Maria del Camí
Escut de Santanyí
Escut de Selva
Escut de Sencelles
Escut de Ses Salines
Escut de Sineu
Escut de Sóller
Escut de Son Servera
Escut de Valldemossa
Escut de Vilafranca de Bonany

## Banderes oficials
Només uns quants municipis tenen bandera oficial.

Bandera de Campos
Bandera d'Inca
Bandera de Manacor
Bandera de Montuïri
Bandera de Palma
Bandera de Sa Pobla
Bandera de Pollença
Bandera de Sant Joan
Bandera de Santa Eugènia
Bandera de Santanyí
Bandera de Sineu